# Унітарна влада

Унітарні органи влади в Англії (червоний; за винятком островів Сіллі)

Унітарний орган влади — це місцевий орган влади, який відповідає за всі функції місцевого самоврядування в межах своєї території або виконує додаткові функції, які в інших місцях зазвичай виконуються вищим рівнем субнаціонального уряду або національного уряду.
Зазвичай унітарні органи влади охоплюють містечка, які є достатньо великими, щоб функціонувати незалежно від ради чи іншої влади. Орган влади може бути підрозділом округу або комбінованим органом влади.

## Канада
У Канаді кожна провінція створює власну систему місцевого самоврядування, тому термінологія суттєво різниться.
У деяких провінціях (напр Альберта, Нова Шотландія) у цій провінції існує лише один рівень місцевого самоврядування, тому для опису ситуації не використовується спеціальний термін.
У Британській Колумбії є лише один такий муніципалітет, регіональний муніципалітет Північних Скелястих гір, який був заснований у 2009 році.

## Центральна Європа
У Німеччині райони є еквівалентним терміном для міста з компетенцією як громади (муніципалітет), так і райони адміністративного рівня. Прямо обраний головний виконавчий офіцер округу міста називається Oberbürgermeister (буквально Superior Burgomister , англійською «Головний мер» або «лорд-мер»). Британські графства не мають прямого відповідника в Німеччині. Ця німецька система відповідає статутним містам в Австрії та Чехії.

## Данія
До 1 січня 2007 року муніципалітети Копенгаген, Фредеріксберг і Борнхольм не входили до складу графства Данії.

## Франція
Місто Париж працює як рада департаменту та муніципальна рада. Адміністративно на державному рівні це водночас департамент з єдиним департаментським округом (не плутати з 20 міськими округами Парижа, або arrondissements municipaux, які є місцевими підрозділами, що існують у дуже густонаселених муніципалітетах, включаючи Париж, Ліон і Марсель, з їхні власні ради округів і мерів округів, які також обираються під час муніципальних виборів), однак префектура Парижа поділена на префектуру поліції Парижа (яка охоплює 3 інші навколишні департаменти в першому кільці) і префектуру департаменту (яка також є регіональна префектура, компетенція якої щодо поліції не охоплює 4 департаменти Парижа та мале кільце). Оскільки департамент Парижа не має ради департаменту, обраної під час виборів департаменту, він не поділяється на кантони, але його 20 округів вважаються еквівалентними.

## Нова Зеландія
У Новій Зеландії унітарна влада – це територіальна влада (району, міста або столичної області), яка також виконує функції регіональної ради (відділення першого рівня). Існує п’ять унітарних органів влади (із роком їх заснування): окружна рада Гізборна (1989), окружна рада Тасмана (1992), міська рада Нельсона (1992), окружна рада Мальборо (1992) і рада Окленда (2010).

## Польща
У Польщі miasto na prawach powiatu, або скорочено powiat grodzki (місто з правами повіту, або скорочено міський повіт) — це, як правило, велике місто, яке також відповідає за районний (повіт) адміністративний рівень, не будучи частиною жодного іншого повіту (наприклад, Краків, Лодзь, Вроцлав, Познань). Загалом у Польщі такий статус мають 65 міст.

## Тайвань
Більшість міст на Тайвані, на відміну від округів, мають лише один рівень місцевого самоврядування. На відміну від трьох окружних міст (Цзяї, Кілун і Синьчжу), вони незалежні від навколишнього округу. Спеціальні муніципалітети, за винятком кількох гірських районів корінного населення в них, також є унітарними.

## Об'єднане Королівство

### Англія

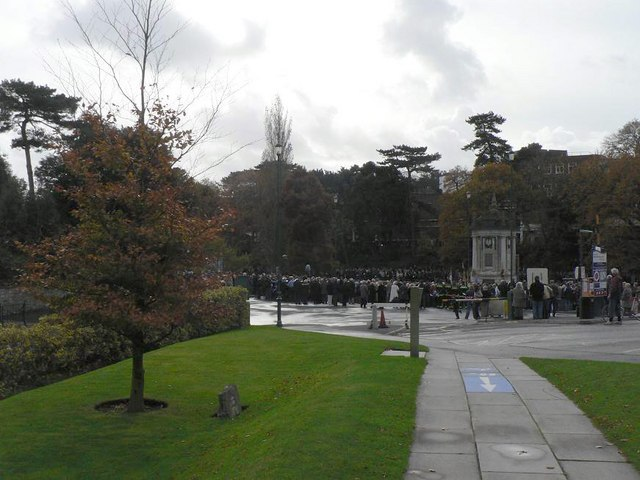
Борнмут: Дерево єдиної влади. Дерево ліворуч, на коридорі Борнмутської ратуші, було посаджено 1 квітня 1997 року на честь нагоди того, як у цей день рада Борнмута стала єдиною владою. Це було частиною реорганізації місцевого самоврядування наприкінці 1990-х років, коли деякі інші міські райони були фактично відокремлені від відповідної ради округу, і тепер Рада округу Дорсет не надає жодних послуг жителям Борнмута.

В Англії «унітарні органи влади» — це органи місцевого самоврядування, створені відповідно до Положення про місцеве самоврядування в Англії 1994 року, які внесені відповідно до повноважень, наданих Законом про місцеве самоврядування 1992 року для формування єдиного рівня місцевого самоврядування в певних областях і які відповідають за майже всі органи місцевого самоврядування функціонують на таких територіях. Хоча зовні виглядають схожими, однорівневі органи влади, сформовані на основі старішого законодавства, не є унітарними органами влади, таким чином виключаючи, наприклад, Раду островів Сіллі чи будь-який інший однорівневий орган влади, сформований згідно зі старішим законодавством і не отримавши статусу унітарного повноваження.

### Решта Сполученого Королівства
У законодавстві Сполученого Королівства остаточний опис «унітарної влади» характерний лише для Англії. Таким чином, однорівневі органи влади в інших місцях Великої Британії не називаються належним чином унітарними органами влади; також їхні права, привілеї та обов'язки не однакові.

#### Північна Ірландія

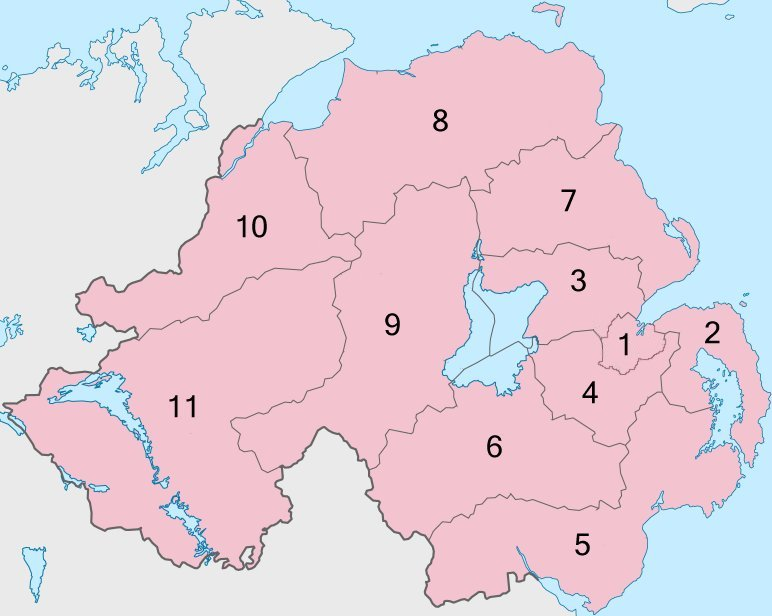
Округи Північної Ірландії

Для цілей місцевого самоврядування Північна Ірландія поділена на одинадцять округів. У Північній Ірландії місцеві ради не несуть відповідальності за освіту, будівництво доріг чи житло (хоча вони призначають членів до дорадчої Житлової ради Північної Ірландії). До їхніх функцій входять послуги з утилізації та переробки відходів, дозвілля та громадські послуги, контроль за будівництвом та місцевий економічний і культурний розвиток. Після реорганізації в 2015 році ради Північної Ірландії також взяли на себе відповідальність за функції планування. Збором ставок займається Земельно-майнове агентство.

#### Шотландія
Місцева влада в Шотландії є унітарною за своєю природою, але не за назвою. Місцева влада тощо. (Шотландія) Закон 1994 року створив єдиний рівень місцевого самоврядування по всій Шотландії. 1 квітня 1996 року 32 райони місцевого самоврядування, у кожному з яких є рада, замінили попередню дворівневу структуру, яка мала регіональні, острівні та районні ради. Comhairle nan Eilean Siar (колишня Рада Західних Островів) використовує альтернативне гельське позначення Comhairle. Хоча фраза «унітарна влада» не використовується в шотландському законодавстві (незалежно від парламенту Шотландії чи парламенту Великої Британії), цей термін можна зустріти (використовувати або описово, або помилково) у кількох офіційних публікаціях і в (зазвичай помилкових) використання урядовими департаментами Сполученого Королівства.

#### Уельс
Органи місцевого самоврядування в Уельсі є унітарними за своєю природою, але в Законі про місцеве самоврядування (Уельс) 1994 року описані як «головні ради», а їхні райони — як головні райони. Різне інше законодавство (наприклад, Закон про навколишнє середовище 91(1) 1995 року) включає графства та округи Уельсу в рамках їх індивідуальних тлумачень фрази «унітарний орган влади» як тлумачення, а не остаточного опису. У розділі 2 Закону кожній раді, сформованій для округу, надається відповідний опис англійською та валлійською мовами «Рада графства» або «Сингор сер», кожній раді, сформованій для округу, надається відповідний опис «Рада округу» або « Cyngor Bwrdeistref Sirol »; у всіх випадках можна використовувати коротші альтернативні форми «Рада» або «Цингор».

## Сполучені Штати
У Сполучених Штатах є кілька типів однорівневого уряду. У штатах Коннектикут, Род-Айленд і більшій частині Массачусетсу уряд округу було скасовано, а муніципалітети (відомі як міста Нової Англії ) є єдиним рівнем управління нижче уряду штату, хоча колишні округи все ще існують у церемоніальному сенсі. . У деяких областях все навпаки; наприклад, округ Говард, штат Меріленд, і округ Арлінгтон, штат Вірджинія, є прикладами округів, які, незважаючи на щільну забудову, не мають муніципалітетів і, таким чином, є єдиним рівнем місцевого самоврядування загального призначення.